# Усть-Камышенка
Усть-Камы́шенка ― село   в Усть-Калманском районе Алтайского края России. Входит в состав Кабановского сельсовета.

## История
По данным историка и краеведа Булыгина Ю. С., Усть-Камышенка основана в 1778 году (ГААК, ф. 1, о. 1, д. 583, л. 102)
Исследователь топонимии Алтайского края О. Дмитриева приводит данные о том, что в крае часто  используется двойная топонимия в названиях населённых пунктов: сохраняется народное название наряду с официальными именами переселенческих деревень, сёл, посёлков и других поселений. В списке переименованных сёл Алтайского края указано село Толстухино, одновременно носящее другое имя — Усть-Камышенское.
Согласно Списку населенных мест Сибирского края за 1928 год, село Усть-Камышенское входило в состав Покровского района Рубцовского округа.

## География
Село находится на реке Чарыш.
Климат
Климат в регионе резко континентальный, соответствует умеренно теплой климатической зоне. В январе средняя температура атмосферы минус 17,7°C, в июле — плюс 19,8°C. Период без морозов составляет 120—130 дней в году. Годовое количество солнечных дней 250—260. За год выпадает до 500 мм осадков, преимущественно в летнее время. Господствующие ветры имеют юго—западное направление . 
Расстояние до
- районного центра Усть-Калманка 11 км.
- областного центра Барнаул 150 км.

Уличная сеть
В селе 8 улиц и переулок Луговой .
Ближайшие села
Пономарёво 3 км, Кабаново 6 км, Ельцовка 11 км, Степной 11 км, Западный 12 км, Чарышское 13 км, Новобураново 16 км, Новокалманка 16 км, Бураново 17 км, Новый Чарыш 18 км, Восточный 21 км, Дружба 21 км, Усть-Ермилиха 21 км, Кособоково 22 км, Приозёрный 23 км. 

## Население
| 1997 | 1998 | 1999 | 2000 | 2001 | 2002 | 2003 |
| ---- | ---- | ---- | ---- | ---- | ---- | ---- |
| 498  | ↘490 | ↘481 | ↘474 | ↘456 | ↗461 | ↘439 |
| 2004 | 2005 | 2006 | 2007 | 2008 | 2009 | 2010 |
| ↘426 | ↘411 | ↗420 | ↘406 | ↗424 | ↗435 | ↘371 |
| 2011 | 2012 | 2013 |      |      |      |      |
| ↗372 | ↘362 | ↘344 |      |      |      |      |

## Инфраструктура
- СПК «Новый путь» — выращивание зерновых культур, разведение крупного рогатого скота.
- 3 КФК и 9 крестьянских хозяйств.
- Коммунальное предприятие МУП «Усть-Камышенские ВС» (распределение газообразного топлива, уборка территории и аналогичная деятельность, распределение воды, транспортная обработка грузов).
- Усть-Камышенская основная общеобразовательная школа, филиал МБОУ «Усть-Калманская СОШ», ФАП, почтовое отделение, магазин.

Транспорт
По району проходит автодорога Алейск — Чарышское, с которой Усть-Камышенку связывает сеть региональных автодорог. Автостанция в Усть-Калманке предоставляет услуги по перевозке пассажиров на 12 междугородных и пригородных маршрутах.
Ближайшая железнодорожная станция находится в городе Алейске, в 60 км от райцентра Усть-Калманка.